# Ramón Rey Ardid
Ramón Rey Ardid (Saragossa, 20 de desembre de 1903 - 21 de gener de 1988) va ser un jugador d'escacs, escriptor i metge espanyol, Campió d'Espanya absolut entre 1929 i 1943.

## Trajectòria escaquista
Va començar a jugar escacs als 15 anys. El 1924 va formar part de l'equip espanyol que va participar en l'Olimpíada d'escacs de París. El 1926 va jugar un torneig a Barcelona quedant com a quart classificat. Després va finalitzar els estudis de medicina amb el Premi Extraordinari i es trasllada a Madrid per especialitzar-se en neuropsiquiatria. A Madrid el 1928 va guanyar un important torneig, invicte i cedint només dues taules. A l'Exposició Internacional de Barcelona de 1929, un torneig guanyat per Capablanca, va acabar quart classificat.
El 1929 es va proclamar per primera vegada campió d'Espanya d'escacs guanyant Manuel Golmayo (+4 –1 =2). Va retenir el títol durant tretze anys. Va defensar el títol en les següents ocasions: contra Jaime Casas (+5 –1 =0) el 1933, Vicenç Almirall i Castells (+5 –0 =2) el 1935 i Juan Manuel Fuentes (+5 –1 =1) el 1942.
El 1934, en el Torneig de Sitges, va aconseguir la seva més gran victòria de la seva carrera escaquista, en quedar en segona posició, darrere d'Andor Lilienthal, i per davant de Savielly Tartakower i Rudolf Spielmann. La partida en què va derrotar Tartakower va ser magistral i es va publicar en la majoria de les revistes d'escacs de tot el món.
El 1943 va perdre el títol de campió d'Espanya davant José Sanz Aguado (+3 –4 =3), i l'any següent, per desavinences amb la federació espanyola, va abandonar les competicions oficials. En aquest mateix any va jugar un matx amb el campió del món Aleksandr Alekhin, perdent una partida i fent taules en altres tres.
El 1946 va trimfar en el Trofeu Casa Alba de Madrid i es va retirar dels escacs per dedicar-se a la medicina. El 1973 es va jubilar i reapareix com a escaquista el 1974, jugant torneigs aberts i partides amistoses.
Rey Ardid va ser un amant dels escacs, que va saber treure temps de la seva ocupació professional, la medicina. Va jugar partides a cegues, per correspondència, simultànias, lliures, i va compondre finals artístics. També va donar conferències d'escacs.
IberCaja va rebatejar el torneig d'escacs anual que organitzava a la memòria de Rey Ardid. També, des del 1994 existeix la Fundació Ramón Rey Ardid.

## Trajectòria mèdica
Rey Ardid va ser director del Sanatori Psiquiàtric Nuestra Señora del Pilar de Saragossa el 1945 i primer catedràtic de psiquiatria de la Facultat de Medicina de Saragossa el 1966.
Va traduir treballs de Freud. Va realitzar importants investigacions de la seva especialitat mèdica, i va ser acadèmic de la Real de Medicina i membre fundador del Movimiento de Medicina de la Persona (Ginebra).
Va publicar més de cent treballs científics en revistes espanyoles i d'altres països i va ser innovador en la teràpia de l'esquizofrènia en introduir el mètode del «bombament espinal», del qual en va pronunciar diverses conferències a universitats d'Àustria i Alemanya.

## Aportació literària
Rey Ardid va escriure els següents llibres sobre escacs:
- Cien partidas de ajedrez, Saragossa, any 1934.
- Los principios del ajedrez, Saragossa, any 1939.
- Cien nuevas partidas de ajedrez, 1940, Saragossa, any 1940.
- Finales de ajedrez. Tomo I. Reyes y peones, sin piezas, editorial librería general, Saragossa, any 1944.
- Apertura de ajedrez. Tomo I, Saragossa, any 1944.
- Apertura de ajedrez. Tomo II, Saragossa, any 1944.
- Apertura de ajedrez. Tomo III, Saragossa, any 1944.
- Finales de ajedrez. Tomo II. Reyes y piezas, sin peones, editorial librería general, Saragossa, any 1945.
- Finales de dama, con peones, editorial Distribuidora Ajedrez Canario, any 1975.
- Finales de Piezas Menores, editorial Aguilera, ISBN 84-245-0370-8, Madrid, any 1983.
- Finales de Torre, editorial Aguilera, ISBN 84-245-0385-6, Madrid, any 1984.
- Los principios del ajedrez, editorial Aguilera, ISBN 9788470052248, Madrid, any 1989.

També va ser columnista a importants diaris com El Heraldo de Aragón i Amanecer de Saragossa i La Vanguardia de Barcelona.